# Clubiona sigillata
Clubiona sigillata este o specie de păianjeni din genul Clubiona, familia Clubionidae, descrisă de Lawrence în anul 1952. Conform Catalogue of Life specia Clubiona sigillata nu are subspecii cunoscute.